# Восемь комедий и восемь интермедий
«Восемь комедий и восемь интермедий, новых, ни разу не представленных на сцене» (исп. Ocho comedias y ocho entremeses nuevos, nunca representados) — сборник пьес испанского писателя Мигеля де Сервантеса, опубликованный в 1615 году, незадолго до смерти автора. Вошедшие в него произведения были написаны в 1600-х — 1610-х годах и до публикации действительно ни разу не ставились на сцене, что необычно для испанской драматургии той эпохи. Существует предположение, что автор не хотел конкурировать на театральных подмостках с Лопе де Вега, но при этом в значимость своих пьес верил, почему и издал их.
Исследователи отмечают, что для пьес, вошедших в сборник, характерно широкое жанровое разнообразие.

## Состав
Комедии
- Удалой испанец
- Обитель ревности
- Алжирская каторга
- Благочестивый плут
- Великая султанша донья Каталина де Овьедо
- Лабиринт любви
- Путаница
- Педро де Урдемалас

Интермедии
- Судья по бракоразводным делам
- Вдовый мошенник, именуемый Трампагос
- Избрание алькальдов в Дагансо
- Бдительный страж
- Бискаец-самозванец
- Театр чудес
- Саламанкская пещера
- Ревнивый старик